# Piaski Wielkie (Kraków)

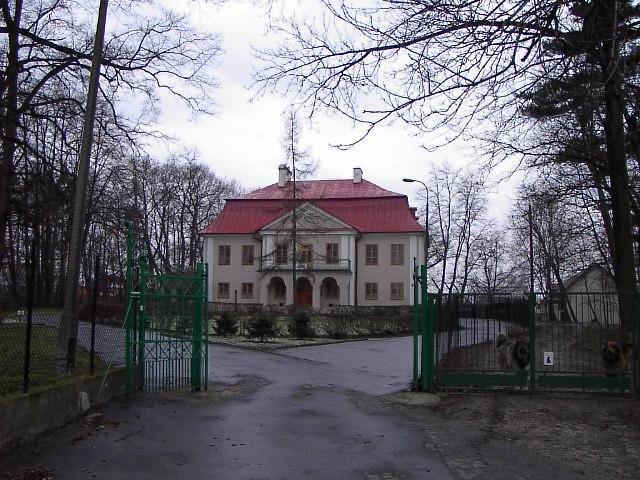
Klasycystyczny dwór

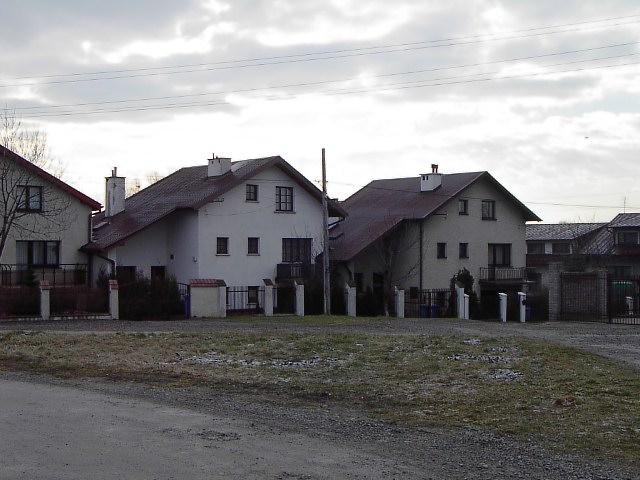
Nowe domy jednorodzinne w Piaskach Wielkich

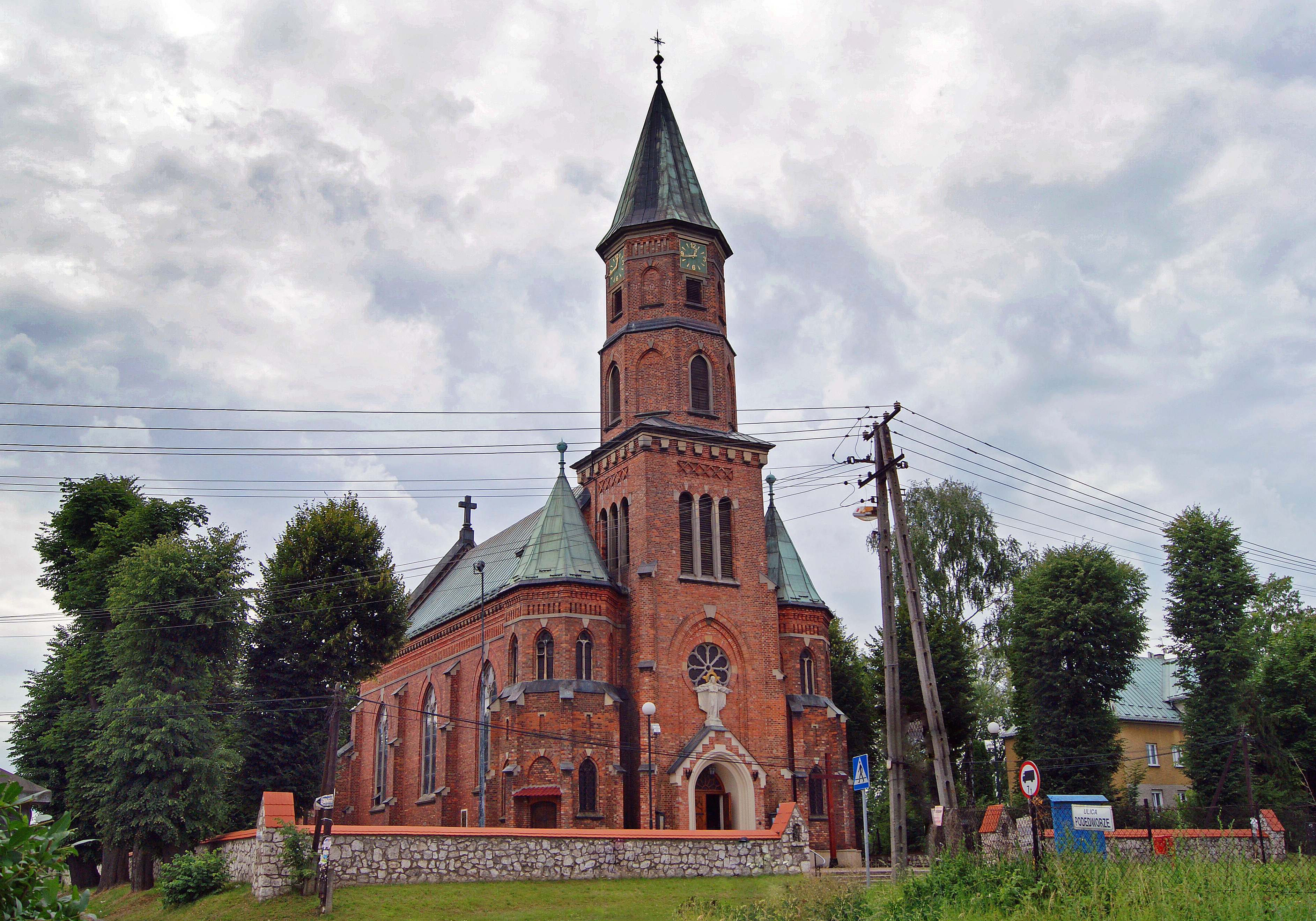
Kościół Parafialny Najświętszego Serca Pana Jezusa

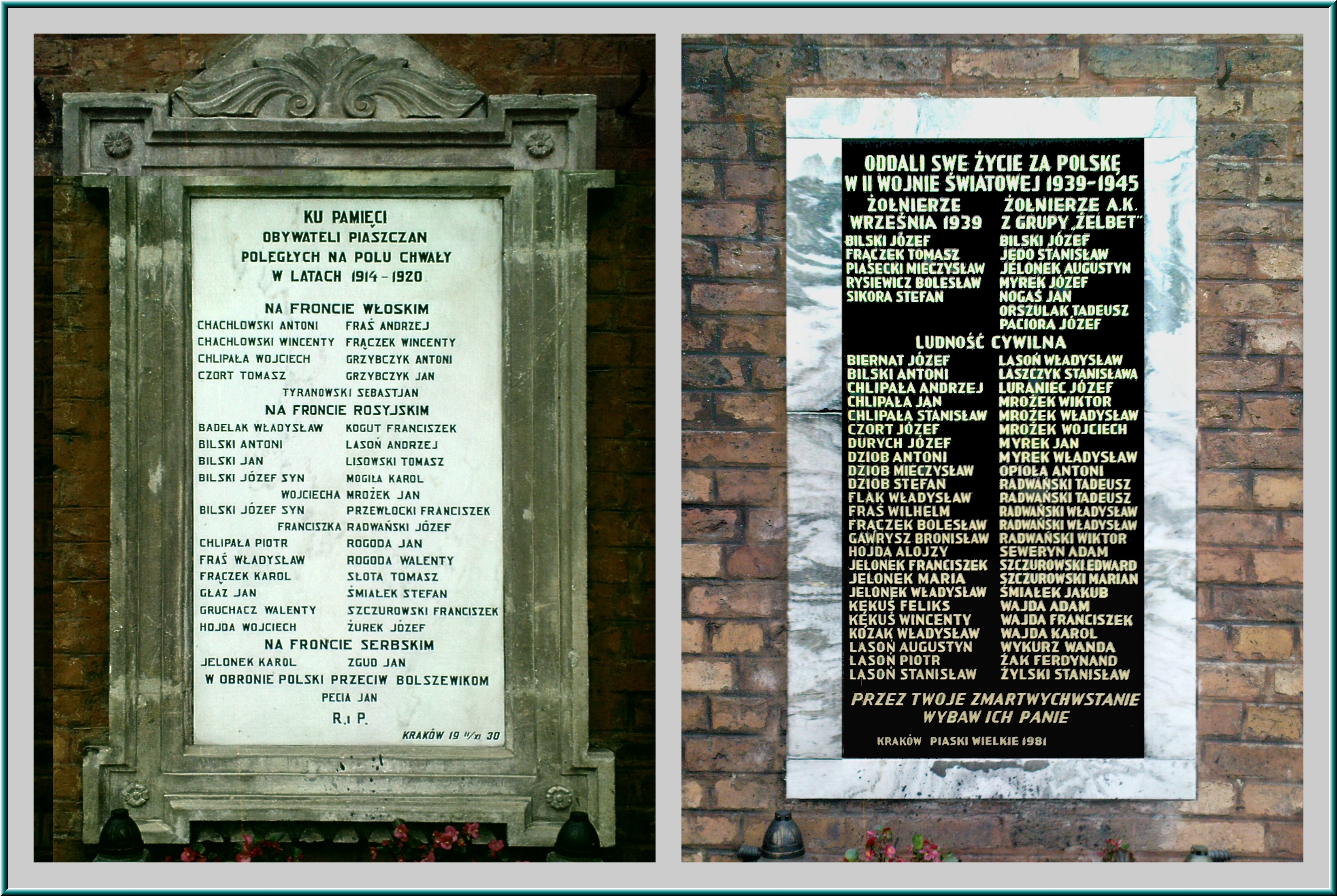
Tablice pamiątkowe na kościele parafialnym, poświęcone ofiarom I i II wojny światowej

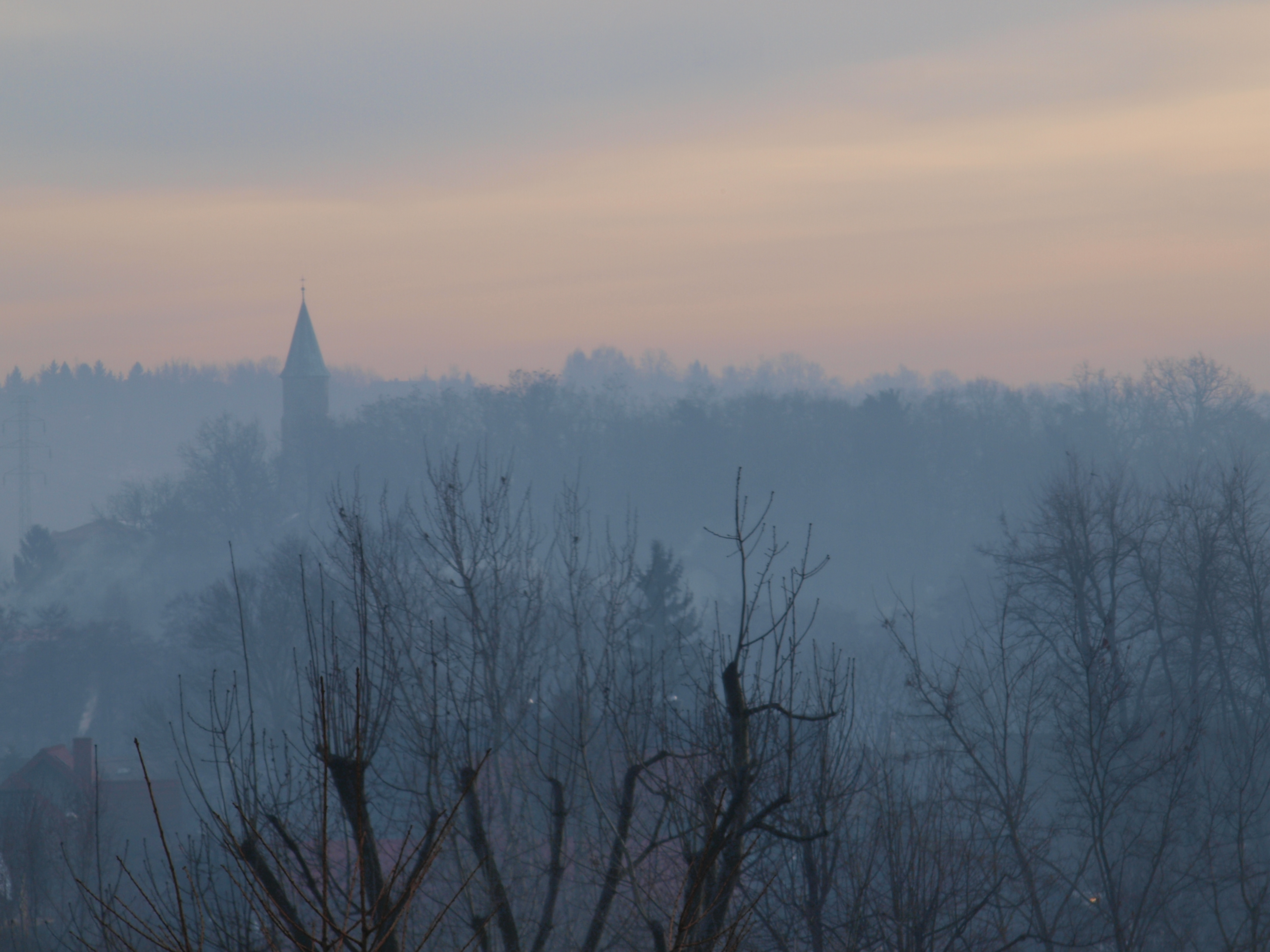
Piaski Wielkie – widok z Kozłówka

Piaski Wielkie – obszar Krakowa wchodzący w skład Dzielnicy XI Podgórze Duchackie. Dawna wieś, której mieszkańcy tradycyjnie zajmowali się rzeźnictwem i produkcją mięsa. Od 1934 roku do lat powojennych istniała zbiorowa gmina Piaski Wielkie. Obecnie dominuje tu podmiejska zabudowa jednorodzinna.

## Historia
Piaski po raz pierwszy pojawiają się w dokumentach w roku 1395, wymieniane jako Piasek. Początkowo należały do parafii Kosocice i dzieliły się na Piaski Małe i Wielkie, później stały się jedną wsią. Mieszkańcy od czasów średniowiecza trudnili się rzeźnictwem oraz produkcją mięsa i wędlin. Korzystając z położenia wsi Piaski, znajdującej się na trasie przepędzania stad wołów z południa w kierunku Śląska (z ominięciem Krakowa), mieszkańcy produkowali przyprawiane specjalną mieszanką ziół kiełbasy, szynki i słoninę. Sprzedawali te wyroby na targach w Krakowie, co było przyczyną konfliktów z krakowskim cechem rzeźników, do którego piaszczanie nie należeli. Rzeźników z Piasków nazywano kijakami, od noszonych przez nich długich kijów, używanych do noszenia wędlin, a również jako broń i znak przynależności do grupy rzemieślników. Według legendy spór między sprzedawcami z Piasków Wielkich i Krakowa rozsądził król Kazimierz Wielki, nadając piaszczanom prawo handlu w mieście. W XV i XVI wieku kijacy sprzedawali swoje wyroby również na Kazimierzu, na placu Wolnica. Na mocy przywileju wydanego przez króla Stefana Batorego kijacy piaszczańscy stali się oficjalnymi dostawcami mięsa dla królewskiego dworu.
Tradycje rzemieślnicze rozwijały się w Piaskach Wielkich nieprzerwanie do XX wieku, stając się źródłem dobrobytu i rozwoju wsi. W początkach XX wieku piaszczańscy rzeźnicy i masarze ufundowali kościół i szkołę. Po 1989 roku tradycje rzemiosła w Piaskach odrodziły się i dziś działa tu kilka przedsiębiorstw produkujących dobrej jakości produkty mięsne.

## Położenie
Piaski Wielkie położone są około 7 km od Rynku Głównego, w kierunku południowo-wschodnim, graniczą od północy z os. Wola Duchacka i os. Na Kozłówce, od wschodu z Rżąką, od południa z Kosocicami i Rajskiem, od zachodu zaś z Kurdwanowem. Położone są na wzniesieniu 267 m n.p.m. zwanym "Czajna".
Powierzchnia Piasków Wielkich obejmuje około 400 ha. W północno-zachodniej części tego terenu na obszarze 25 ha wybudowano w latach 1970-80 osiedle bloków, nazwane Piaski Nowe.
Na miejscu dzisiejszego kościoła stała dawniej karczma.

## Ważne obiekty
- Kościół neogotycki pod wezwaniem Najświętszego Serca Jezusowego, wzniesiony w latach 1923-27 według projektu Z. Brzezińskiego
- Dwór klasycystyczny, zbudowany w XVI wieku, przebudowany w końcu XIX wieku. Obecnie jest użytkowany jako hotel "Dwór Staropolski".
- Przedszkole Samorządowe nr 33, ul. Rżącka 1
- Klasztor Sióstr Klarysek Kapucynek, ul. Rżącka 15
- Cmentarz parafialny
- Klasztor przy kościele (w budowie)

## Orzeł Piaski Wielkie
W 1944 powstał klub sportowy Orzeł Piaski Wielkie, jednym z założycieli był ks. Franciszek Dźwigoński. Klub był zapleczem szkoleniowym Zgrupowania Żelbet  AK. Boisko powstało na terenie należącym do kościoła.